# Jean-Gérard Verdier
Pour les articles homonymes, voir Verdier.
Jean-Gérard Verdier, né le 16 décembre 1924 à Paris et mort le 9 août 2013 à Boulogne-Billancourt, est le fondateur en 1943 du groupe de résistance « Section motorisée du XVIe » qui participa à la libération de Paris.

## Biographie
Fils de Jean Verdier, futur directeur des usines Gnome & Rhône, Jean-Gérard Verdier est né le 16 décembre 1924 à Paris.
Après la débâcle de 1940, Jean-Gérard Verdier se retrouve à Aurillac où il devient Auxiliaire de la Défense passive. Il rentre à Paris où il désigné chef d'îlot de la Défense passive, ce qui lui facilite les déplacements, notamment à moto, lors des contrôles de la police française ou de l'occupant allemand,. Il travaille dans l'entreprise de son père, Gnome & Rhône.
En 1943, Jean-Gérard Verdier fonde le groupe de résistance « Section motorisée du XVIe »,. Grâce à son père, il parvient à faire fabriquer à dans un hôtel particulier du 16e arrondissement de Paris des side-cars pour équiper sa section motorisée,. Cette section regroupera une quarantaine de personnes, aurait disposé d'une quinzaine de side-cars et de plusieurs motocyclettes. Cette section participe à la libération de Paris en août 1944.
Jean-Gérard Verdier s'engage ensuite dans le 2e DB où il est affecté au service de protection du général Leclerc. Après guerre, il est officier de réserve dans la cavalerie et deviendra colonel.
Jean-Gérard Verdier meurt le 9 août 2013 à l'âge de 88 ans.

## Décorations
- Officier de la Légion d'honneur[11],[12]

- Commandeur de l'ordre national du Mérite[11]
- Croix de guerre 1939–1945 (deux citations)[11]
- Médaillé de la Résistance[11]
- Médaillé d’argent des services militaires volontaires
- Médaille d’or de la Ville de Paris
- Presidential Unit Citation, États-Unis[11]